# Jochen Fornasier
Jochen Fornasier (* 17. Juni 1968) ist ein deutscher Klassischer Archäologe.

## Leben
Nach der Promotion an der Westfälischen Wilhelms-Universität in Münster im Jahr 1999 war er wissenschaftliche Hilfskraft beziehungsweise wissenschaftlicher Mitarbeiter am Archäologischen Seminar und Museum der Universität Münster. Von 2000 bis 2004 war er Referent für Klassische Archäologie an der Eurasien-Abteilung des Deutschen Archäologischen Instituts und Leiter der deutsch-russischen Ausgrabungen in Tanais. Von 2005 bis 2009 war er freiberuflich als wissenschaftlicher Autor, Lektor und im Bereich Mediaconsulting tätig. Nach der Habilitation im Fach Klassische Archäologie an der Martin-Luther-Universität Halle-Wittenberg 2007 war er von 2009 bis 2014 wissenschaftlicher Mitarbeiter im DFG-Projekt „Environment, Culture and Society of the Southern Urals in the Bronze Age: A Multidisciplinary Investigation in the Karagaily-Ayat Microregion, Russia“ im Institut für Archäologische Wissenschaften an der Johann Wolfgang Goethe-Universität Frankfurt am Main. 2010 wurde er an dieses Institut umhabilitiert; 2014 wurde er dort zum außerplanmäßigen Professor ernannt. 2015–2020 leitete er in Frankfurt das DFG-Projekt „Antike Stadtentwicklung an der Grenze der griechischen Oikumene. Archäologische Untersuchungen im Vorstadtareal Olbia Pontikes“. Seit 2021 leitet er in Halle das DFG-Projekt „Ein Stadtbild im Wandel. Umfassende Neukonzeption der Genese Olbia Pontikes für die archaische und klassische Zeit“. 2022 wurde er wiederum nach Halle umhabilitiert und 2023 dort zum außerplanmäßigen Professor ernannt.

## Publikationen (Auswahl)
- Jagddarstellungen des 6.–4. Jhs. v. Chr. Eine ikonographische und ikonologische Analyse. Münster 2001, ISBN 3-934628-02-8.
- Amazonen. Frauen, Kämpferinnen und Städtegründerinnen. Mainz 2007, ISBN 3-8053-3784-1.
- Die griechische Kolonisation im nördlichen Schwarzmeerraum vom 7. bis 5. Jh. v. Chr. Bonn 2016, ISBN 978-3-7749-4028-4.